# Önkormányzati rendőrség az Európai Unióban
A helyi/városi/önkormányzati rendőrségeket a települések hozhatják létre, az állami rendőrséggel megegyező jogkörrel, és a városi költségvetéstől függő létszámmal, gépjárműparkkal és felszereléssel vannak ellátva. A központi körözési rendszerhez hozzáférnek, saját előállító helyiségük van, általában autóval, kerékpárral, motorkerékpárral vagy gyalogosan, esetleg lovon látnak el szolgálatot, járőrpárban, vagy ha helyzet megkívánja akár több fővel is, valamint szolgálati kutyát is alkalmazhatnak. A helyi település közigazgatási területén belül látnak el szolgálatot. Felszerelésük között megtalálható a könnygázszóró eszköz, elektromos sokkoló, bilincs, lámpa, rendőrbot (tonfa, gumibot, teleszkópos bot, kardlap), rádió, különböző adatlapok, bírságtömbök, nyomtatványok, maroklőfegyver, géppisztoly, gépkarabély, sörétes puska, gumilövedékes pisztoly és a gumilövedékes puska is. A piaci árusítást, a közterületi árusítást, közterületek jogszerű használatát, a fizető parkolók jogszerű használatát, a kerékbilincs alkalmazását, a közterületen tárolt üzemképtelen gépjárművek elszállítását, valamint a forgalmat akadályozó vagy veszélyeztető gépjárművek elszállítását is ezek a szervek végzik. Tevékenyen részt vesznek a szabályok betartatásában, bűnmegelőzésben, bűnelkövetők elfogásában, közlekedés ellenőrzésében, traffipaxot is használnak, valamint ha szükséges járműforgalom irányítást is végeznek. Térfigyelő kamerák üzemeltetését és figyelését is végzik. Általában a nap 24 órájában látnak el szolgálatot, a hét minden napján. A legtöbb testület rendfokozatokat is használ. Külön bejelentő telefonszámot üzemeltetnek országos szinten. Magyarországon hasonló szervezetek az Önkormányzati Rendészetek, ám ők nem rendőrök, hanem mezőőrök, természetvédelmi őrök és közterület- felügyelők, külön jogszabályban meghatározott feladatokat láthatnak el, igazoltathatnak, előállíthatnak, helyszíni bírságot szabhatnak ki, és kényszerítő eszközt is alkalmazhatnak, de jogkörük korlátozottabb a külföldi települési rendőrségekhez képest.

## Francia Garde champêtre (Mezőrendőrség)
Feladatuk a település külterületén lévő termőföldek védelme, vadászat, halászat ellenőrzése. 112 nemzetközi segélyhívószámon lehet őket értesíteni.
|  | Rendfokozataik:                     |
|  | ----------------------------------- |
|  | Garde Champêtre principal stagiaire |
|  | Garde Champêtre principal titulaire |
|  | Garde Champêtre chef                |
|  | Garde Champêtre chef principal      |

## Francia Police Municipale
|  | Rendfokozataik:                                                            |
|  | -------------------------------------------------------------------------- |
|  | Gardien-brigadier stagiaire                                                |
|  | Gardien-brigadier                                                          |
|  | Brigadier                                                                  |
|  | Brigadier-chef principal                                                   |
|  | Chef de service                                                            |
|  | Chef de service principal de 2e classe                                     |
|  | Chef de service principal de 1e classe                                     |
|  | Directeur de police municipale or Directeur principal de police municipale |

## Olasz Polizia Municipale / Polizia Locale
Az Olasz települési rendőrség, a 112 nemzetközi segélyhívószámon értesíthetőek.

## Spanyol Policia Municipal / Policia Local / Guárdia Urbana
Spanyol települési rendőrség, a 112 nemzetközi segélyhívószámon értesíthetőek. Minden 5.000 főt meghaladó településen kötelező a testület felállítása.

## Lengyel Straż Miejska / Straż Gminna
Lengyel települési rendőrség, a 986 telefonszámon érhetőek el.
|                            |                  | Rendfokozataik:     |                  |
| -------------------------- | ---------------- | ------------------- | ---------------- |
|                            |                  |                     |                  |
| Aplikant                   | Młodszy Strażnik | Strażnik            | Starszy Strażnik |
|                            |                  |                     |                  |
| Młodszy specjalista        | Specjalista      | Starszy specjalista |                  |
|                            |                  |                     |                  |
| Młodszy inspektor          | Inspektor        | Starszy inspektor   |                  |
|                            |                  |                     |                  |
| Zastępca kierownika        | Kierownik        | Zastępca naczelnika | Naczelnik        |
|                            |                  |                     |                  |
| Zastępca komendanta Straży | Komendant Straży |                     |                  |

## Román Poliţia Locală / Helyi rendőrség
Román települési rendőrség, mivel a település önkormányzata hozza létre, ezért a székelyföldi magyar lakta településeken székelyföldi magyarok alkotják a testületet. 112-es segélyhívó számon értesíthetőek.

## Szlovák Mestská Polícia / Városi rendőrség
Szlovák települési rendőrség, mivel a település önkormányzata hozza létre, ezért a felvidéki magyar lakta területeken felvidéki magyarok alkotják a testületet. Országos telefonszámuk: 159. Minden 1.000 lakosra kell egy városi rendőrt biztosítani.

## Cseh Městská policie
Cseh települési rendőrség, országos telefonszámuk: 156.

## Galéria

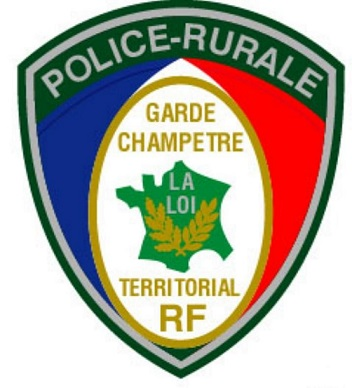
Francia Mezőrendőrség címere
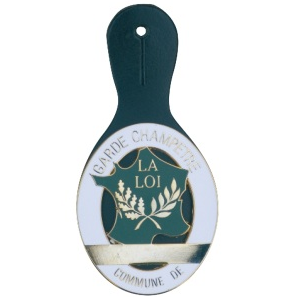
Francia Mezőrendőrség jelvénye
Francia Települési Rendőrség címere
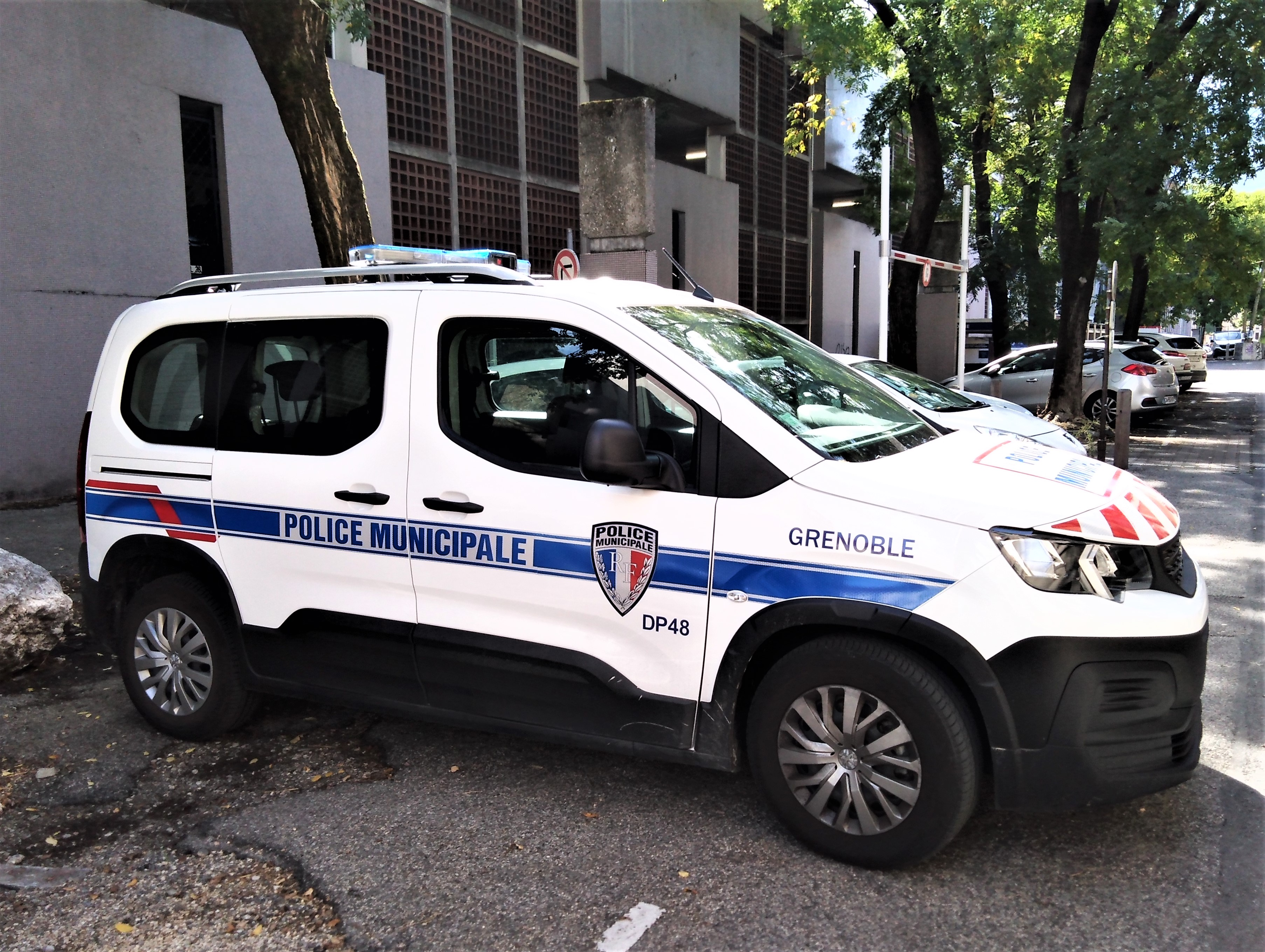
Francia Települési Rendőrség gépjárműve
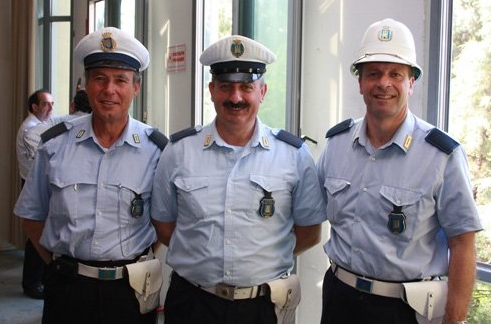
Olasz Település Rendőrök
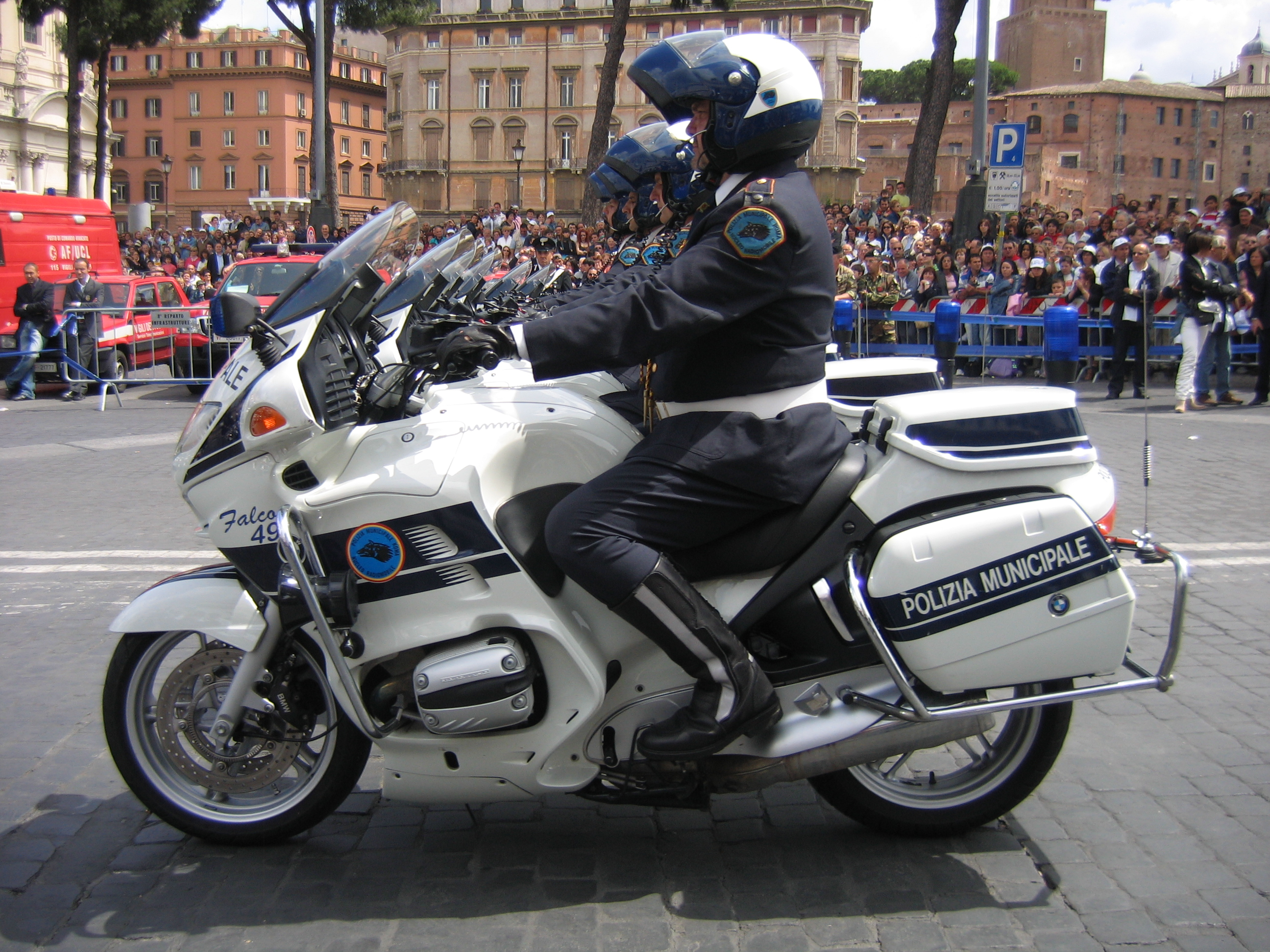
Olasz motorkerékpáros Települési Rendőrök
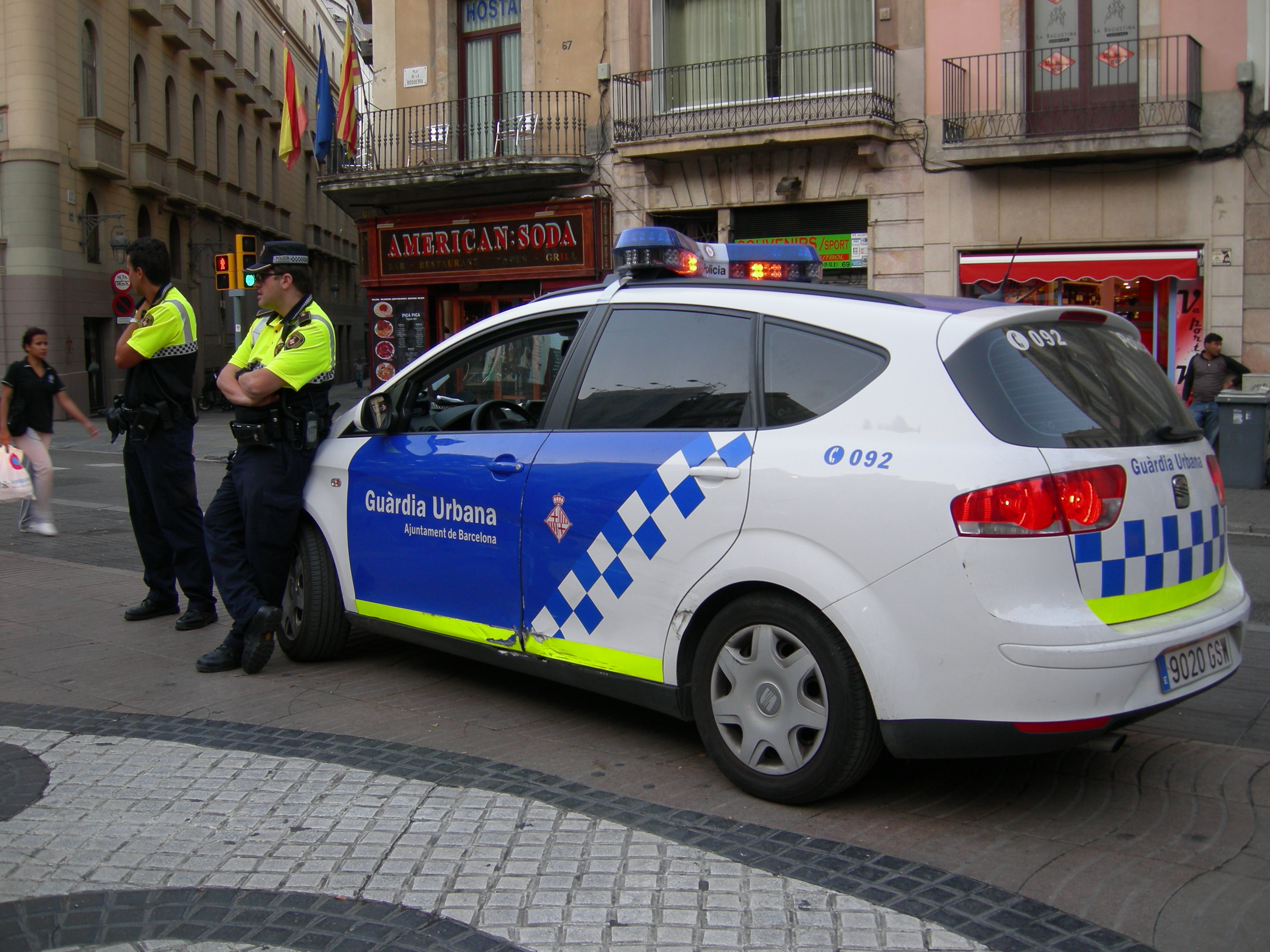
Spanyol Települési Rendőrök
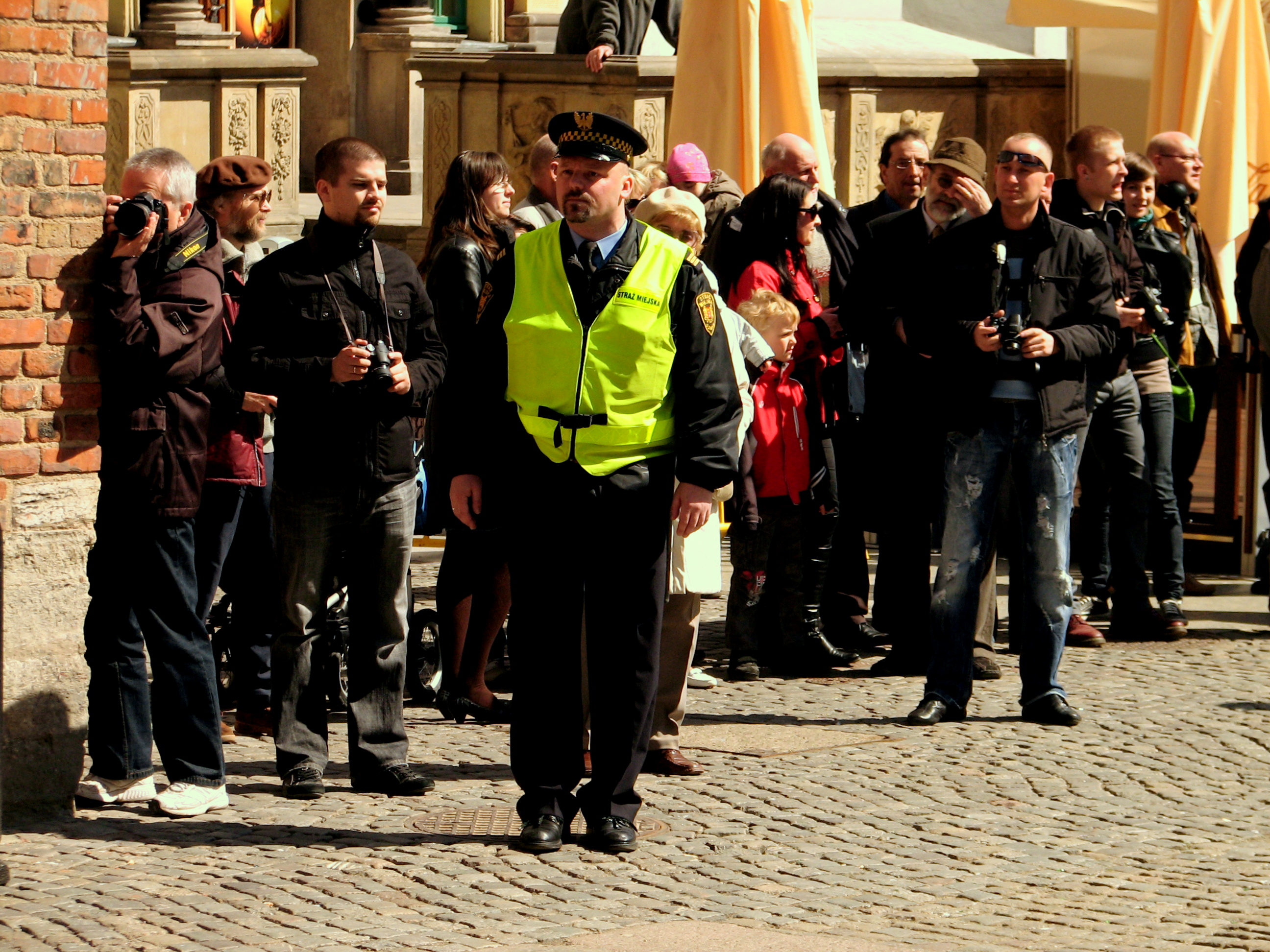
Lengyel Városi Rendőr
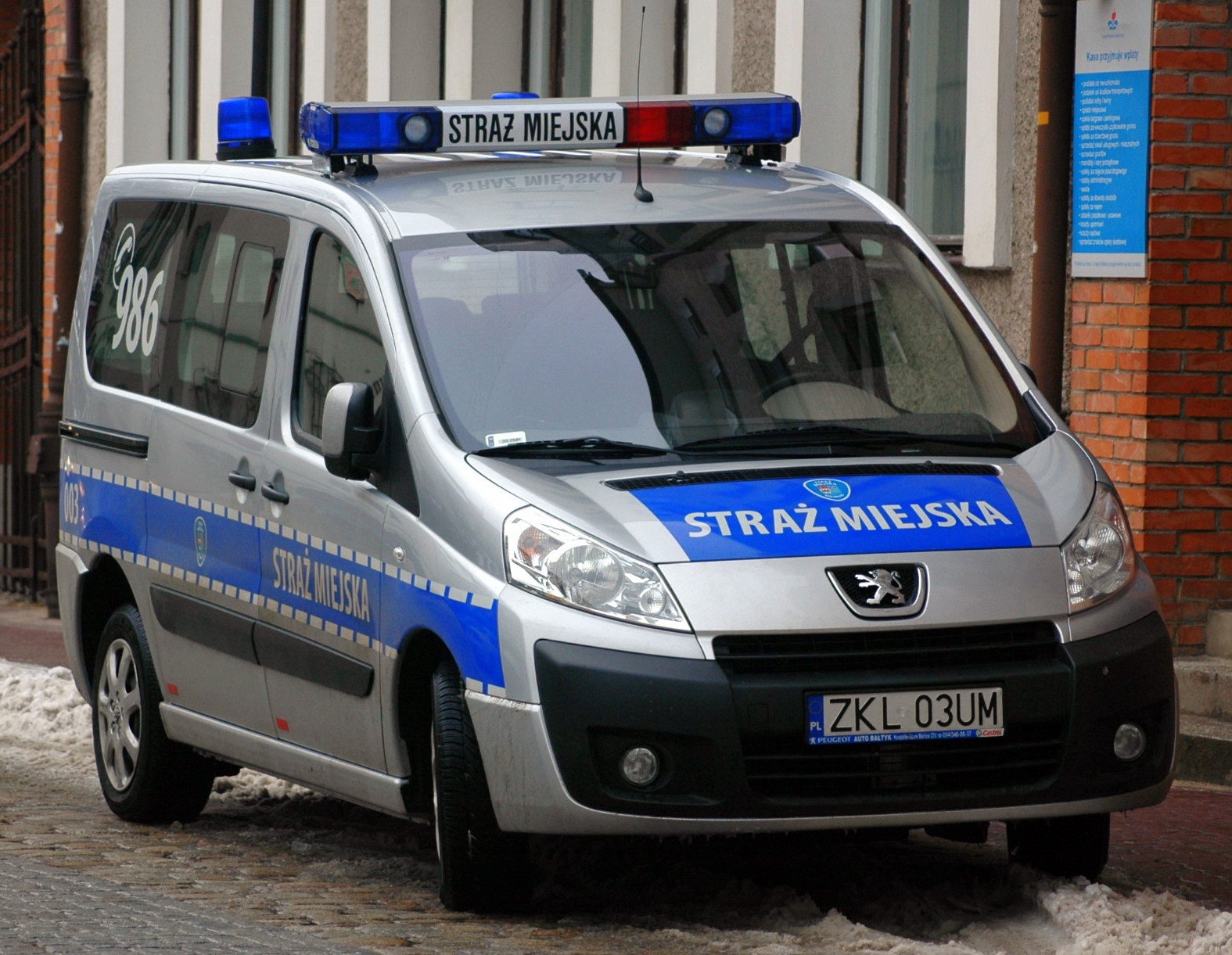
Lengyel Városi Rendőrség gépjárműve
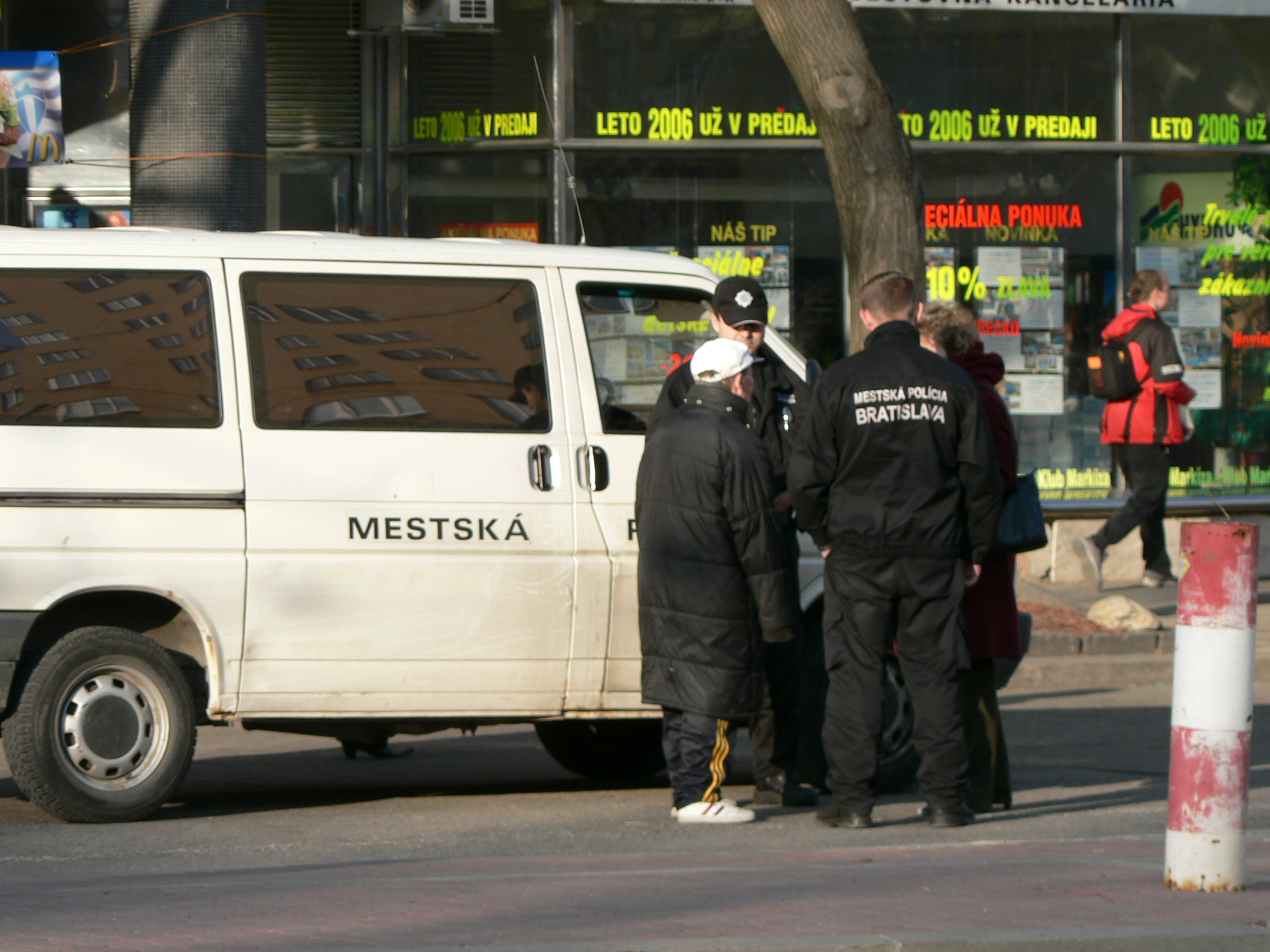
Pozsonyi városi rendőrök
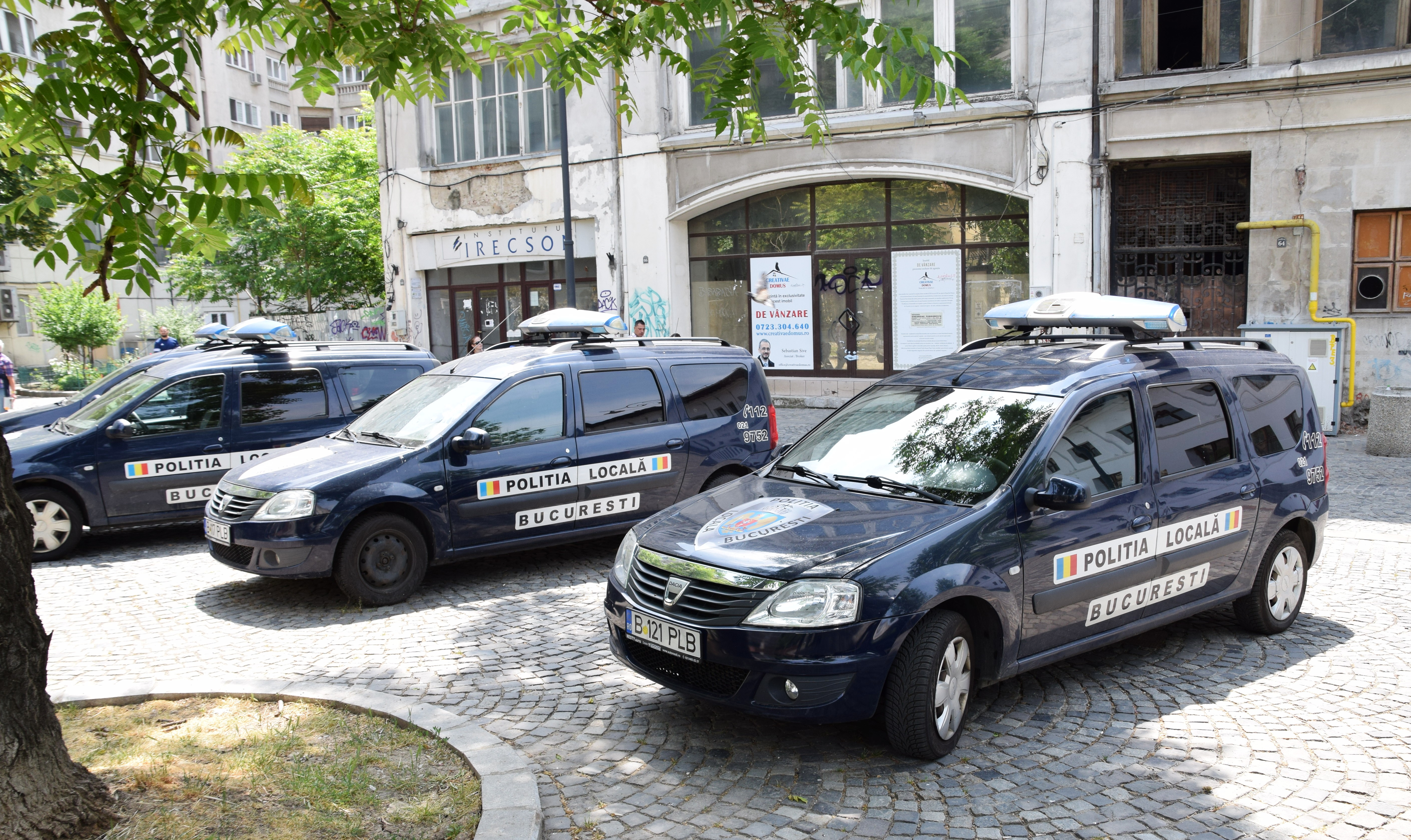
Román Helyi Rendőrség gépjárművei